# Ліменка
Ліменка (рос. Лименка) — маловодна річка в Україні на південному березі Криму, (басейн Чорного моря).

## Опис
Довжина річки 5 км, площа басейну водосбыру 6,3 км, найкоротша відстань між витоком і гирлом — 2,20  км, коефіцієнт звивистості річки — 2,27 . Формується багатьма безіменними струмками.

## Розташування
Бере початок на південних схилах Ай-Петринської яйли біля села Голуба Затока (до 1945 року — Ліме́на, рос. Голубой Залив, крим. Limena). Тече переважно на південь понад горою Хир (651, 0 м), через селище міського типу Сімеїз (крим. Simeiz)  і впадає у Чорне море.

## Цікаві факти
- Біля витоку річки пролягає автошлях Т 2709 (автомобільний шлях територіального значення в Севастополі), а біля селища міського типу Сімеїз річку перетинає автошлях Н19 (автомобільний шлях національного значення на території України, Ялта — Севастополь).